# 圣救主主教座堂 (舒沙)
圣救主基督主教座堂（Ghazanchets'ots' Surb Amenap'rkich Mayr Tachar），也称卡赞切措茨教堂（Surb Ghazanchetsots），是位于阿塞拜疆共和国舒沙区舒沙市市中心的一座亚美尼亚式教堂。其教堂大厅长34.7米，宽23米，高35米。该教堂在第一次在纳戈尔诺-卡拉巴赫战争中被毁，战后舒沙由未受广泛承认的纳戈尔诺-卡拉巴赫共和国（阿尔察赫共和国）管辖，该教堂得以重建，并增添了对捐资重建人的以示纪念的献词。2020年战争中该教堂遭飛彈轟炸，最终随舒沙市被阿塞拜疆武装力量占领。

## 历史

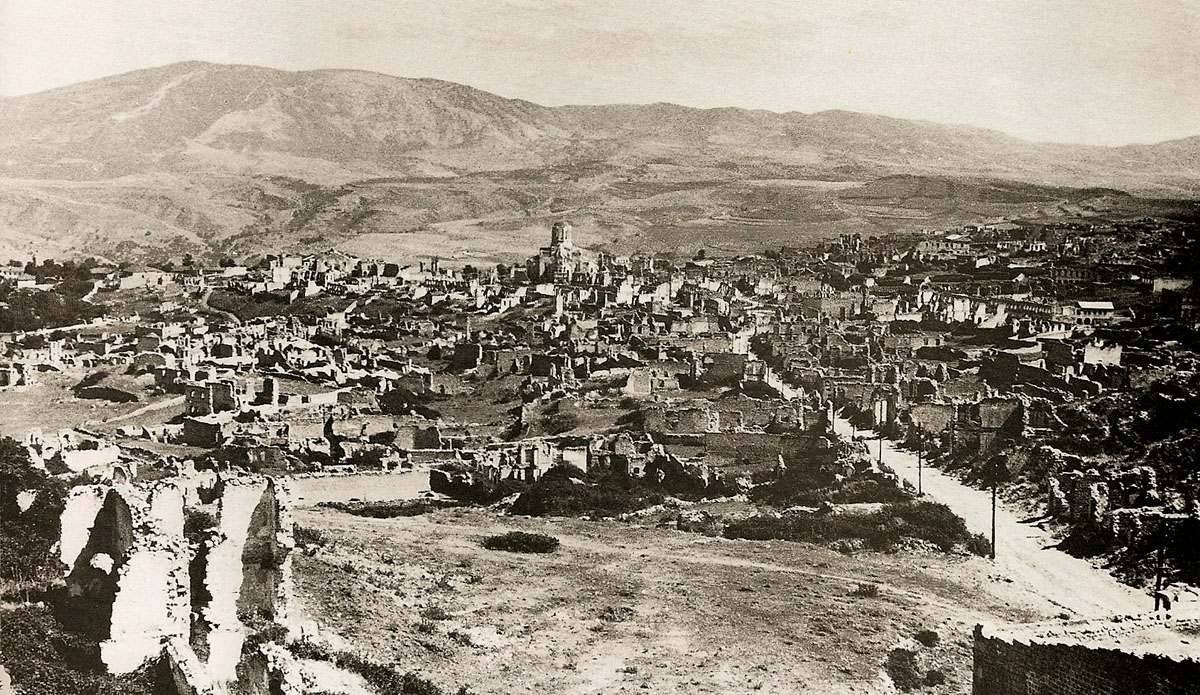
1920年被阿塞拜疆军队破坏后的舒沙城，中央位置是已经被毁的教堂。

圣救主基督主教座堂修建于1868年至1887年间，外观呈白色的石灰岩状。它的建筑师Simon Ter-Hakobyan意图将之建成埃奇米阿津主教座堂的样子。在西门口的前面是一座建于1858年的独立的三层钟楼。原先在钟楼二层的每一个角上都立着一尊吹号的大型天使塑像，但在纳戈尔诺-卡拉巴赫战争期间舒沙被阿塞拜疆占领的时候，它们被毁掉了。
该教堂曾被用作各种不同的用途。在1920年的舒沙大屠杀之前，它是一座正常运作的教堂。在苏联时期，它曾先被用作粮仓，后被用作车库。在纳戈尔诺-卡拉巴赫战争期间，直到1992年5月舒沙被亚美尼亚军队夺回，阿塞拜疆军队一直将其用作BM-21式火箭炮的弹药库。夺取舒沙后的几年里，教堂得到了修理和翻新，用完整的复制品替换了毁坏的天使塑像，一尊天使塑像的图案被用在了舒沙市徽的上面。1998年，它重新作为教堂开放，成为它是亚美尼亚使徒教会阿尔察赫教区的主教堂和总部。在2020年纳戈尔诺-卡拉巴赫战争期间的2020年10月8日，该教堂遭阿塞拜疆轰炸，损毁严重。

## 图集

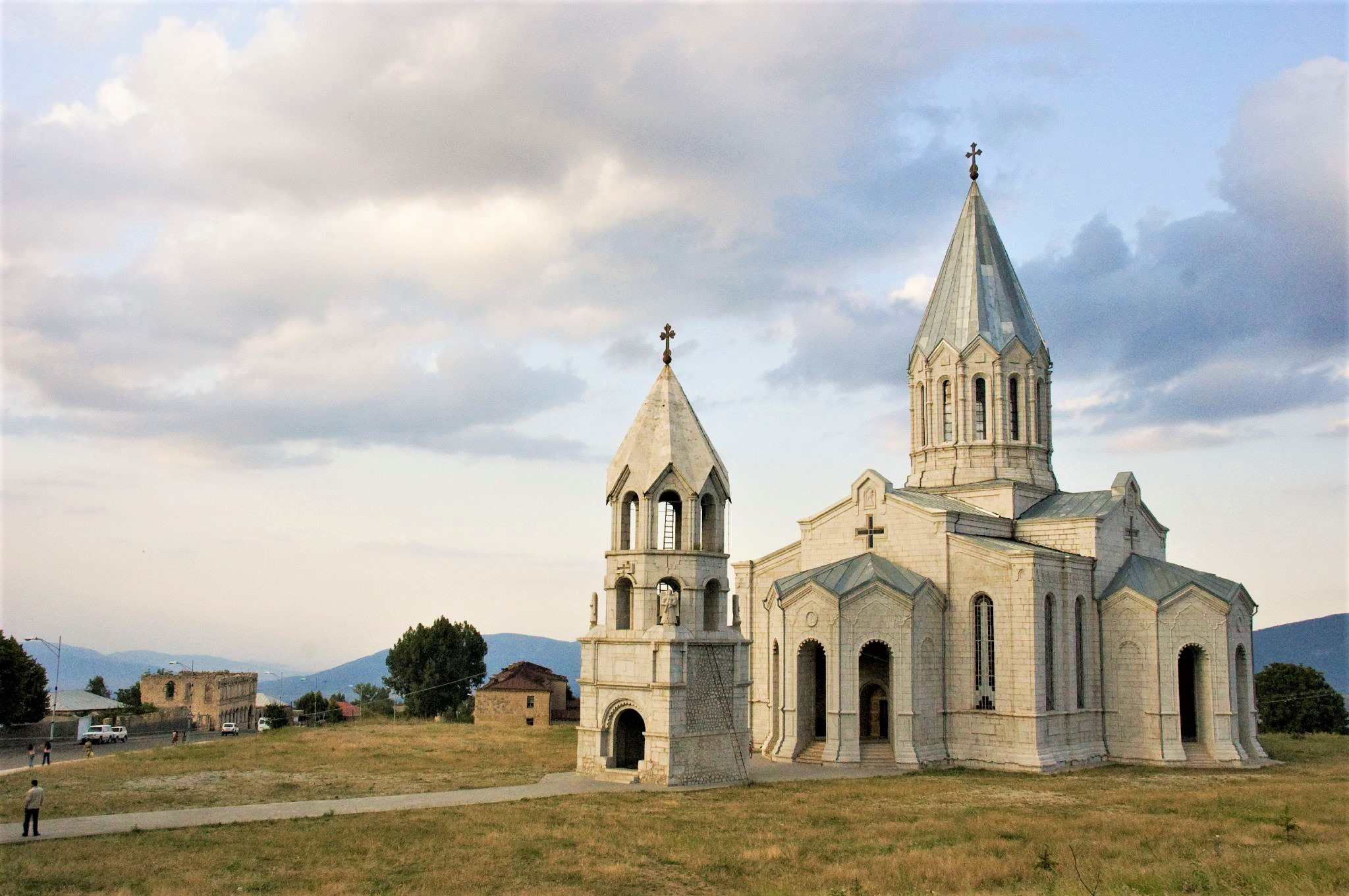
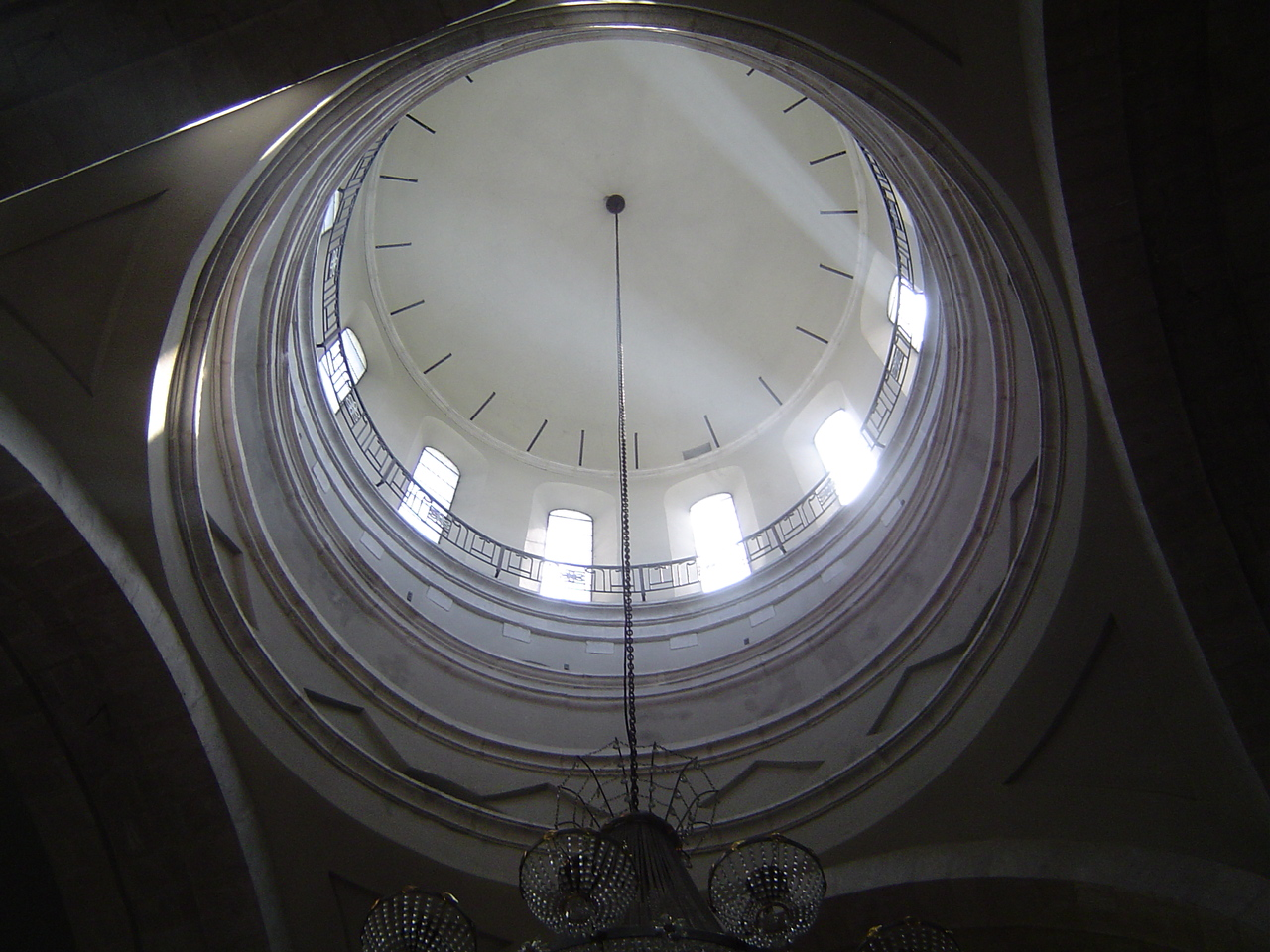
朝主教座堂的圆顶仰望
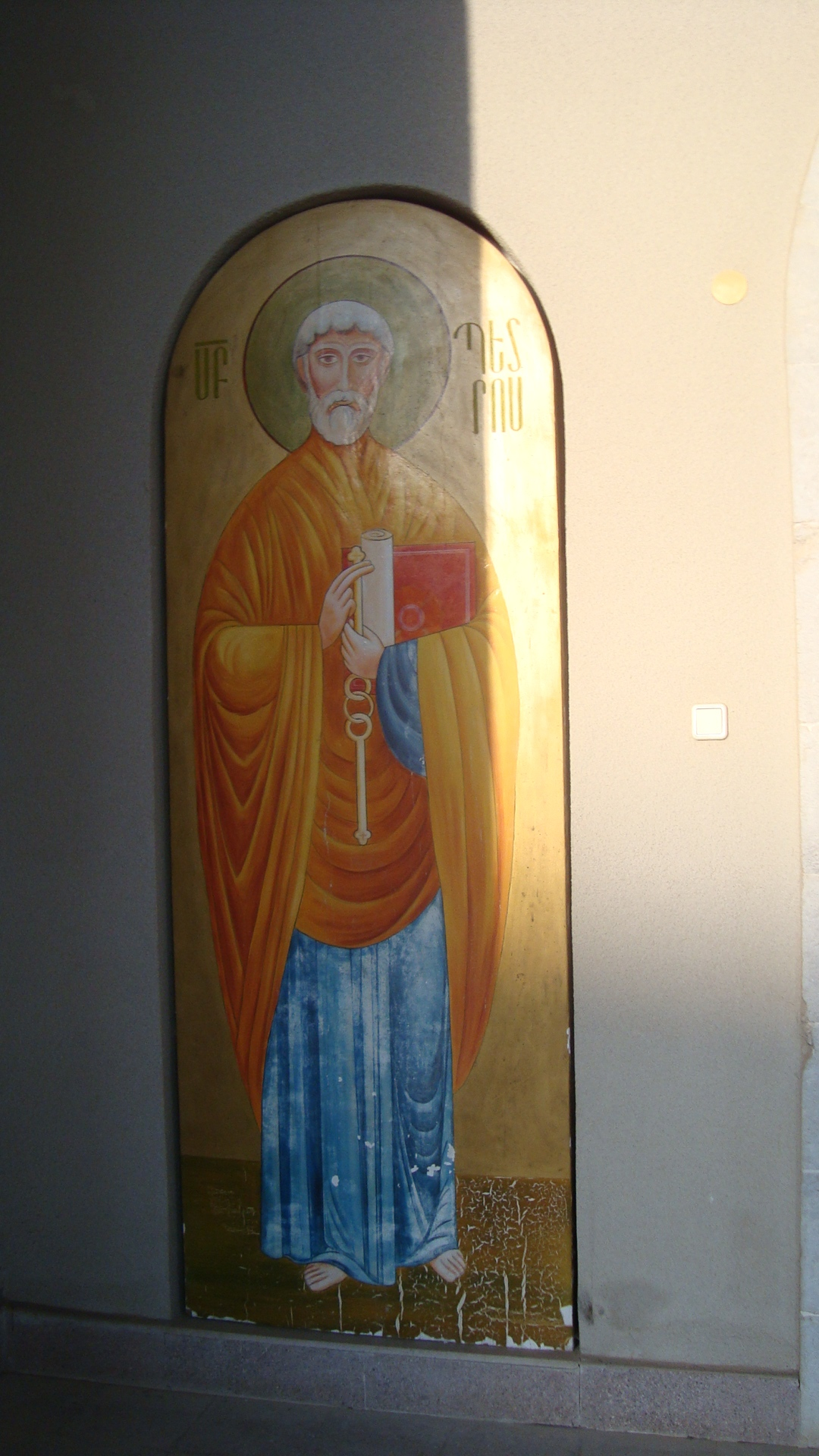
圣彼得的壁画
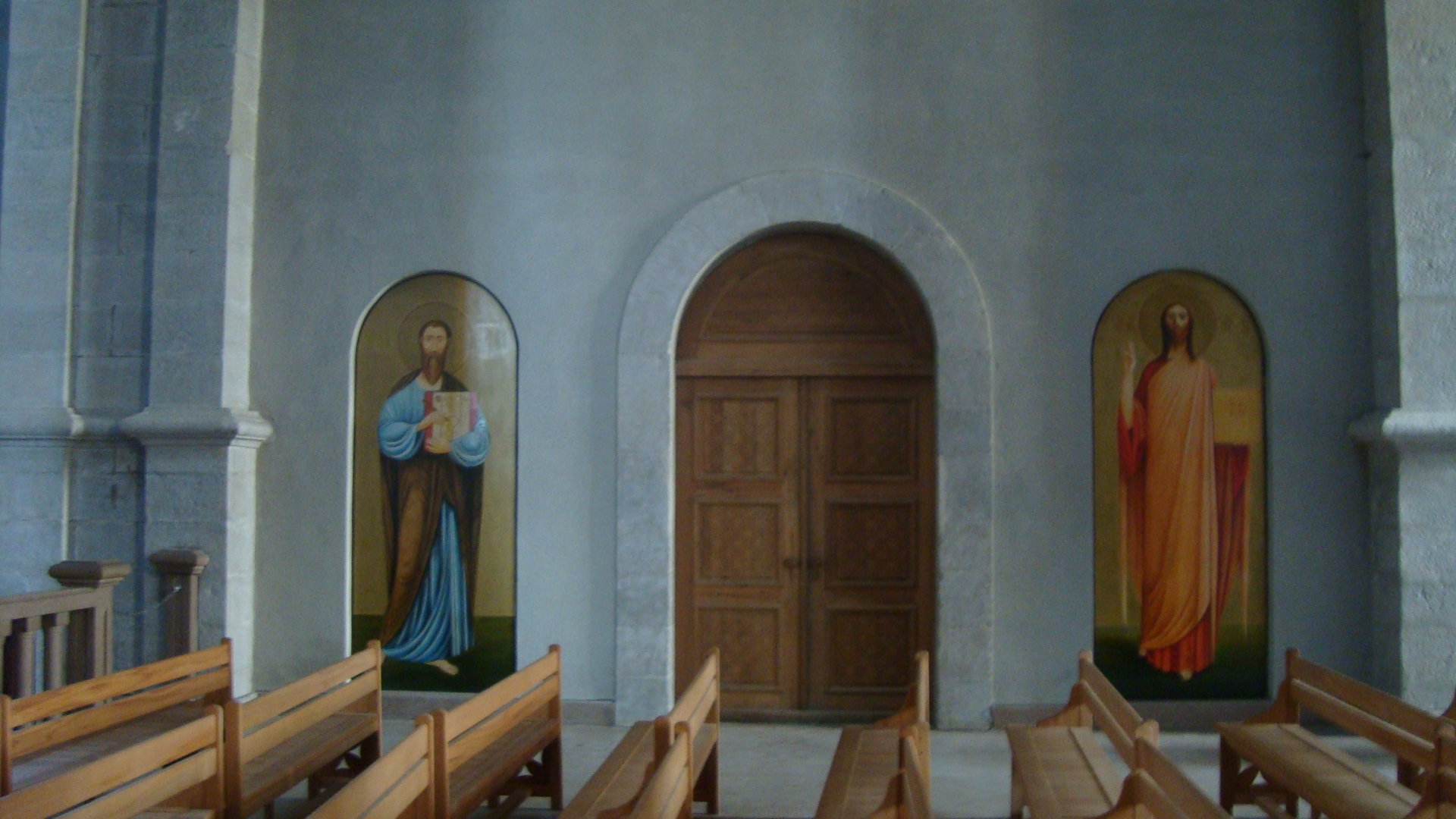
教堂的长凳
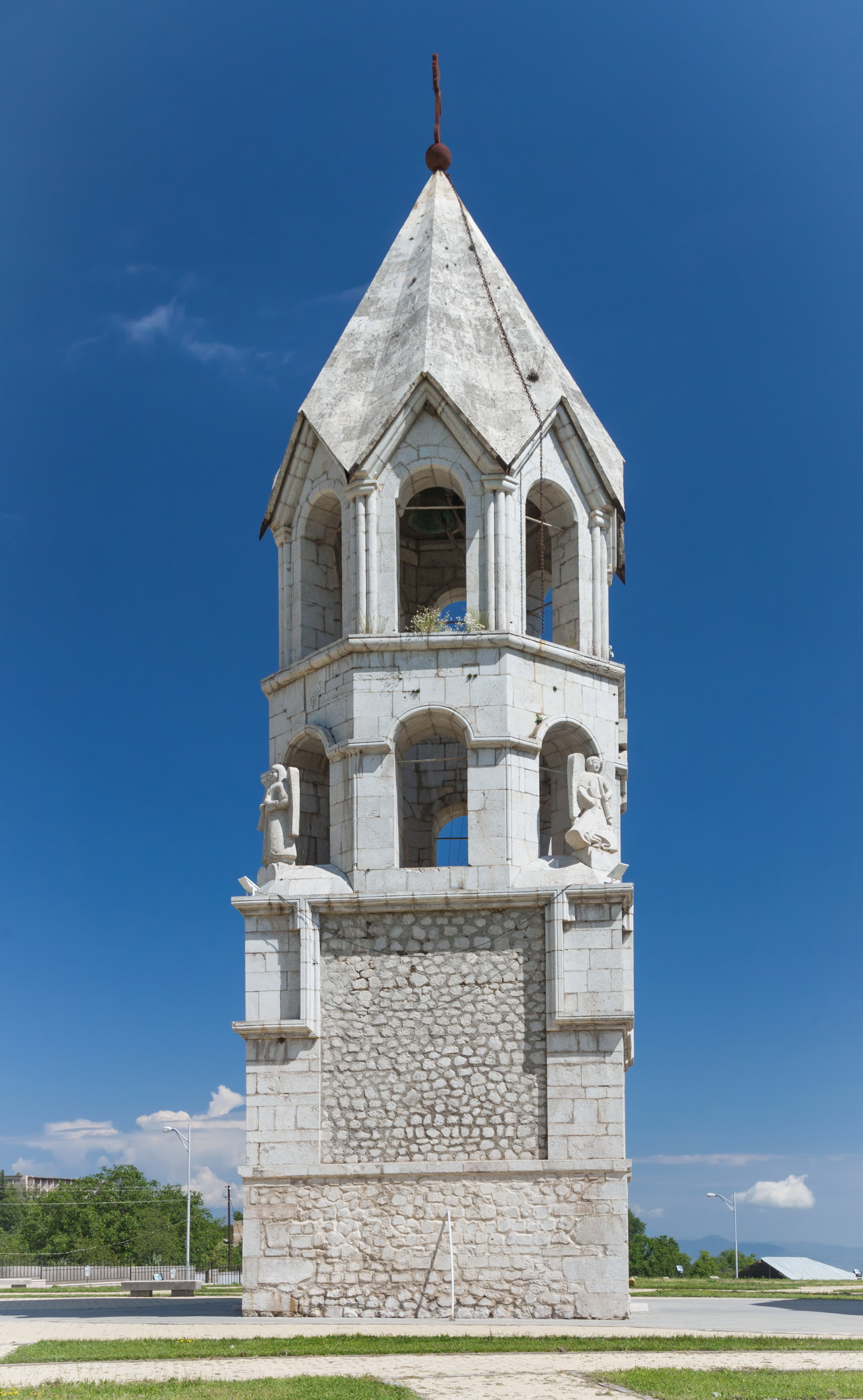
钟楼
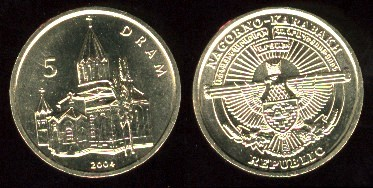
纳戈尔诺-卡拉巴赫5德拉姆硬币